# 蒙青根附近魏勒
蒙青根附近魏勒是德国莱茵兰-普法尔茨州的一个市镇。总面积5.87平方公里，总人口456人，其中男性229人，女性227人（2011年12月31日），人口密度78人/平方公里。